# Giuseppe Palermo
Giuseppe Palermo (Partanna, 1862 – scomparso ad Atlanta il 21 febbraio 1916) è stato un mafioso italiano importante affiliato della Famiglia Morello di New York, agli inizi del Novecento.

## Biografia
Giuseppe Palermo lascia la Sicilia nel 1902, stabilendosi a New York dove diventa uno degli uomini di fiducia dei fratelli Morello. Le sue attività principali sono il gioco d'azzardo, le estorsioni e l'usura. Nel 1910 secondo le autorità americane, è uno dei protagonisti del colossale traffico di dollari falsi, gestito e organizzato dai fratelli Morello e Ignazio Lupo. Nel marzo 1909 aveva acquistato una fattoria dal suo amico e compagno di cosca Vincenzo Giglio e con l'alias di  Salvatore Saracino  aveva aperto un negozio al numero 11 di Duane Street.
L'8 gennaio 1910 gli agenti dei servizi segreti arrestano Palermo e Ignazio Lupo in un appartamento di Bath Beach, un quartiere di Brooklyn, con l'accusa di fabbricazione e contrabbando di dollari falsi, sequestrano anche pistole e fucili. Nel processo Palermo fu condannato a 15 anni di carcere e al pagamento di una multa di 500 dollari. Giuseppe Palermo fu rilasciato sulla parola dal penitenziario di Atlanta il 21 febbraio 1916 e di lui non si seppe più nulla.